# Lost Sides
Lost Sides är ett samlingsalbum med Doves innehållande b-sidor och tidigare outgivet material. Skivan släpptes den 29 september 2003 i Storbritannien och den 28 oktober samma år i USA. Albumet kom i två format; med och utan den andra skivan. Den första skivan innehåller b-sidor från gruppens två första album, med den andra är remixer på låtar.

## Låtlista

### CD 1
1. "Break Me Gently (Incidental)" - 1:24
2. "Darker" - 5:51
3. "Your Shadow Lay Across My Life" - 3:45
4. "Meet Me at the Pier" - 3:02
5. "Down to Sea" - 4:22
6. "Crunch" - 4:00
7. "Zither" - 2:32
8. "Valley" - 4:23
9. "Northenden" - 4:02
10. "Hit the Ground Running" - 2:54
11. "Willow's Song" - 3:58
12. "Far From Grace" - 4:26

### CD 2
1. "Words" (Echoboy Remix) - 7:25
2. "N.Y." (Chris Coco Remix) - 4:27
3. "M62 Song" (Four Tet Mix) - 6:26
4. "The Sulphur Man" (Rebelski Remix) - 4:56
5. "The Last Broadcast" (Magnet Remix) - 5:24
6. "Where We're Calling From" (Hebden Bridge Remix) - 6:43
7. "Satellites" (Soulsavers Remix) - 5:04